# Pseudostellaria tibetica
Pseudostellaria tibetica är en nejlikväxtart som beskrevs av Jisaburo Ohwi. Pseudostellaria tibetica ingår i släktet Pseudostellaria och familjen nejlikväxter. Inga underarter finns listade i Catalogue of Life.